# Liste der Kulturdenkmale in Luxemburg-Grund
In der Liste der Kulturdenkmale in Luxemburg-Grund sind alle Kulturdenkmale des luxemburgischen Stadtteils Grund aufgeführt (Stand: 15. Juli 2025).
| Bild | Bezeichnung | Lage                                       | Beschreibung | Stufe | Eingetragen seit   |
| --- | --- | ------------------------------------------ | --- | ----- | ------------------ |
| Weitere Bilder | Johanneskirche | rue Münster (Karte)                        | Im Jahr 1308 wurde die Vorgängerkirche „Sankt Johann auf den Steynen“ von Heinrich VII. von Luxemburg errichtet. Im französisch-habsburgischen Krieg zwischen dem französischen König Franz I. und deutschen Kaiser Karl V. wurde die Benediktinerabtei Altmünster mit der Kirche 1542 zerstört und abgetragen. Nach Kriegsende bauten die Benediktiner ab 1606 ihre Abtei als „Neumünster“ wieder auf und errichteten 1618 eine neue Johanneskirche. Während der Belagerung durch die Franzosen 1684 brannten Kirche und Abtei nieder. Zwischen 1688 und 1705 wurde die Abteikirche verändert wieder aufgebaut. Die Pläne für den frühbarocken Bau stammten von Hubert Laloir. | PCN   | 23. April 1953     |
| Weitere Bilder | Quirinuskapelle | (Karte)                                    | An der Stelle der heutigen Quirinuskapelle gab es schon eine heidnische Kultstätte, die in spätrömischer Zeit in ein christliches Heiligtum umgewandelt wurde. Im 11. Jahrhundert wurde die Kapelle dem Heiligen Quirinus von Neuss geweiht. Die heutige Kapelle umfasst einen in den Fels gehauenen Teil und einen gotischen Vorbau, dessen Fassade 1355 vom Deutschen Orden errichtet wurde. Das Dach und der kleine Glockenturm stammen aus dem 19. Jahrhundert. | PCN   | 27. Mai 1963       |
| Weitere Bilder | ehemaliges Hospiz St-Jean und ehemalige Abtei Neumünster mit Nebengebäuden | rue Münster (Karte)                        | Im Jahr 1308 ließen Heinrich VII. und seine Frau Margarete von Brabant neben der Johanneskirche ein Hospiz für kranke und arme Bürger errichten. Im Jahr 1547 übernahmen die Benediktiner der Abtei Altmünster das Hospiz und bauten es bis 1550 neu. Im Jahr 1667 wurde das Krankenhaus abgerissen und 1669 mit Spenden erneut errichtet. Während der Eroberung der Stadt durch Ludwig XIV. im Jahre 1684 wurden die Gebäude stark beschädigt und musste bis 1689 saniert werden. In der Folge diente das Haus als Militärkrankenhaus, während der französischen Besatzung (1795–1814) wurde das Hospiz als Waisenhaus genutzt, außerdem als Gefängnis für Geistliche, als Unterschlupf für Prostituierte und Landstreicher und als Bildungseinrichtung für Mädchen. Am 30. Juli 1843 wurden die Patienten des Hospizes in die Gebäude des Heiligen-Geist-Klosters in Pfaffenthal verlegt, acht Jahre später wurde das Gebäude als Frauengefängnis eingerichtet, das bis zum 12. Mai 1984 existierte. Nachdem die Benediktinerabtei Altmünster während der Kriege zwischen dem Königreich Frankreich und dem Heiligen Römischen Reich deutscher Nation zerstört wurde, errichteten die Benediktinermönche ab 1606 eine neue Abtei mit Kirche. Während der Französischen Revolution wurde die Abtei 1796 durch die französischen Revolutionsbehörden säkularisiert und enteignet. Ab 1815 diente die zum Kloster gehörende Johanneskirche den in Luxemburg stationierten Truppen des Deutschen Bundes bis 1867 als Militärhospital. Nach dem Abzug der Truppen im Jahr 1867 wurde die Abtei vom Luxemburger Staat übernommen und bis 1980 als Männergefängnis genutzt. Nach größeren Restaurierungsarbeiten wurde die großzügige Anlage zum Kulturzentrum. | PCN   | 15. Januar 1988    |
| Weitere Bilder | Gebäudeensemble | rue Saint-Ulric (Karte)                    | Unter Denkmalschutz stehen die Schleuse in der rue Saint-Ulric, außerdem 39, rue Saint-Ulric; Garten in der rue Saint-Ulric; 9, rue Saint-Ulric; 11, rue Saint-Ulric; 11a-13, rue Saint-Ulric; 15-15a, rue Saint-Ulric und 21, rue Saint-Ulric | PCN   | 28. Juli 1989      |
| Gebäudeensemble | Gebäudeensemble | rue Plaetis/rue Sosthène Weis (Karte)      | Unter Denkmalschutz stehen zwei Gärten in der rue Sosthène Weis, außerdem 4, rue Sosthène Weis; 2, rue Sosthène Weis; 7, rue Sosthène Weis; Platz rue Sosthène Weis; 15, rue Plaetis und 17, rue Plaetis | PCN   | 28. Juli 1989      |
| Weitere Bilder | Gebäudeensemble | 23a, rue Saint-Ulric (Karte)               | | PCN   | 27. Oktober 1989   |
| Weitere Bilder | Gebäudeensemble entlang der Alzette | rue Saint-Ulric (Karte)                    | Unter Denkmalschutz stehen 27, rue Saint-Ulric; 29, rue Saint-Ulric; 31, rue Saint-Ulric; 35, rue Saint-Ulric; 37, rue Saint-Ulric; 33, rue Saint-Ulric; Garten in der 33, rue Saint-Ulric; 1-7, rue Saint-Ulric; 17-19, rue Saint-Ulric und 25, rue Saint-Ulric | PCN   | 12. Januar 1990    |
| Weitere Bilder | Orgel der Pfarrkirche St-Jean | rue Münster (Karte)                        | | PCN   | 7. Dezember 2001   |
| | Vauban-Treppe im Gebäude II der Kaserne auf dem Rham-Plateau | plateau du Rham (Karte)                    | | PCN   | 20. Juli 2011      |
| Überreste von Fort Rumigny und Fort Rubamprèz, der Ravelin Rham mit seinem Graben und seinem preußischen Pulvermagazin, der Kaponniere und das Pulvermagazin im Felsen sowie die Wenzelsmauer mit den Türmen und das alte Trierer Tor (Jakobsturm) | Überreste von Fort Rumigny und Fort Rubamprèz, der Ravelin Rham mit seinem Graben und seinem preußischen Pulvermagazin, der Kaponniere und das Pulvermagazin im Felsen sowie die Wenzelsmauer mit den Türmen und das alte Trierer Tor (Jakobsturm) | (Karte)                                    | | PCN   | 27. April 2012     |
| Weitere Bilder | Gebäudeensemble | Montée du Grund (Karte)                    | Unter Denkmalschutz stehen 2, Montée du Grund; 4, Montée du Grund; 8, Montée du Grund; 16, Montée du Grund; 18, Montée du Grund; 20, Montée du Grund | IS    | 18. Januar 1979    |
| Gebäudeensemble | Gebäudeensemble | rue Münster (Karte)                        | Unter Denkmalschutz stehen Hof der 3, rue Munster; Hof der Häuser 5–7, rue Munster; 1, rue Munster; 3, rue Munster; 5–7, rue Munster; Mauer der Häuser 5–7, rue Munster; Platz der 13, rue Munster; 13, rue Munster; 15, rue Munster; 17, rue Munster; 19, rue Munster; 21, rue Munster; 23, rue Munster; 20, rue Munster; 18, rue Munster; 20a–22, rue Munster; 16, rue Munster; 14, rue Munster; 12, rue Munster; 10, rue Munster; 8, rue Munster; 6, rue Munster; 4, rue Munster | IS    | 5. Januar 1988     |
| Gebäudeensemble mit Plätzen | Gebäudeensemble mit Plätzen | 3 und 5, rue Plaetis (Karte)               | | IS    | 7. Februar 1990    |
| Reste der Festungsmauer als Teil einer Schleuse | Reste der Festungsmauer als Teil einer Schleuse | rue St-Ulric und Heiligeistplateau (Karte) | | IS    | 21. September 2000 |
| Gebäude | Gebäude | 20, rue de Trèves (Karte)                  | | IS    | 30. April 2003     |
| Wohnhaus | Wohnhaus | 10, rue St-Ulric (Karte)                   | | IS    | 24. Mai 2013       |
| Wohnhaus | Wohnhaus | 4a, Montée du Grund (Karte)                | | IS    | 24. Januar 2017    |

Legende: PCN – Immeubles et objets bénéficiant des effets de classement comme patrimoine culturel national; IS – Immeubles et objets inscrits à l’inventaire supplémentaire

## Quelle
- Liste des immeubles et objets beneficiant d’une protection nationales, Nationales Institut für das gebaute Erbe, Fassung vom 11. Juli 2022, S. 73, 80 f. (PDF)

- Karte mit allen Koordinaten:
- OSM |
- WikiMap

Bahnhofsviertel |
Beggen |
Belair |
Bonneweg |
Cents |
Clausen |
Dommeldingen |
Eich |
Gasperich |
Grund |
Hamm |
Hollerich |
Kirchberg |
Limpertsberg |
Merl |
Mühlenbach |
Neudorf-Weimershof |
Pfaffenthal |
Pulvermühle |
Rollingergrund |
Oberstadt |
Weimerskirch |
Zessingen
Bad Mondorf |
Bartringen |
Bauschleiden |
Bech |
Beckerich |
Befort |
Berdorf |
Bettemburg |
Bettendorf |
Betzdorf |
Bissen |
Biwer |
Burscheid |
Bous-Waldbredimus |
Clerf |
Colmar-Berg |
Consdorf |
Contern |
Dalheim |
Diekirch |
Differdingen |
Dippach |
Düdelingen |
Echternach |
Ell |
Ernztalgemeinde |
Erpeldingen an der Sauer |
Esch an der Alzette |
Esch an der Sauer |
Ettelbrück |
Fels |
Feulen |
Fischbach |
Flaxweiler |
Frisingen |
Garnich |
Goesdorf |
Grevenmacher |
Grosbous-Wahl |
Habscht |
Heffingen |
Helperknapp |
Hesperingen |
Junglinster |
Käerjeng |
Kayl |
Kehlen |
Kiischpelt |
Koerich |
Kopstal |
Lenningen |
Leudelingen |
Lintgen |
Lorentzweiler |
Luxemburg |
Mamer |
Manternach |
Mersch |
Mertert |
Mertzig |
Monnerich |
Niederanven |
Nommern |
Parc Hosingen |
Petingen |
Préizerdaul |
Pütscheid |
Rambruch |
Reckingen/Mess |
Redingen/Attert |
Reisdorf |
Remich |
Roeser |
Rosport-Mompach |
Rümelingen |
Saeul |
Sandweiler |
Sassenheim |
Schengen |
Schieren |
Schifflingen |
Schüttringen |
Stadtbredimus |
Stauseegemeinde |
Steinfort |
Steinsel |
Strassen |
Tandel |
Ulflingen |
Useldingen |
Vianden |
Vichten |
Waldbillig |
Walferdingen |
Weiler zum Turm |
Weiswampach |
Wiltz |
Winseler |
Wintger |
Wormeldingen